# Kanton Bar-le-Duc-1
Der Kanton Bar-le-Duc-1 ist seit 2015 ein französischer Wahlkreis im Arrondissement Bar-le-Duc, im Département Meuse und in der Region Grand Est (bis Ende 2015 Lothringen). Hauptort des Kantons ist die Gemeinde Bar-le-Duc.

## Geschichte
Der Kanton entstand bei der Neueinteilung der französischen Kantone im Jahr 2015. Seine Gemeinden kommen aus den bisherigen Kantonen Vavincourt (8 Gemeinden), Bar-le-Duc-Sud (3 Gemeinden) und Bar-le-Duc-Nord (1 Gemeinde).

## Lage
Der Kanton liegt im Südwesten des Départements Meuse.

## Gemeinden
Der Kanton besteht aus 13 Gemeinden und Teilgemeinden mit insgesamt 11.981 Einwohnern (Stand: 1. Januar 2022) auf einer Gesamtfläche von 145,67 km²:
| Gemeinde               | Einwohner 1. Januar 2022 | Fläche km² | Dichte Einw./km² | Code INSEE | Postleitzahl |
| ---------------------- | ------------------------ | ---------- | ---------------- | ---------- | ------------ |
| Bar-le-Duc             | 7.013                    | 13,24      | 530              | 55029      | 55000        |
| Combles-en-Barrois     | 773                      | 10,26      | 75               | 55120      | 55000        |
| Érize-la-Brûlée        | 174                      | 10,82      | 16               | 55175      | 55260        |
| Érize-Saint-Dizier     | 193                      | 12,49      | 15               | 55178      | 55000        |
| Géry                   | 54                       | 4,80       | 11               | 55207      | 55000        |
| Longeville-en-Barrois  | 1.092                    | 15,44      | 71               | 55302      | 55000        |
| Naives-Rosières        | 809                      | 15,93      | 51               | 55369      | 55000        |
| Raival                 | 241                      | 19,22      | 13               | 55442      | 55260        |
| Resson                 | 372                      | 8,40       | 44               | 55426      | 55000        |
| Rumont                 | 84                       | 6,31       | 13               | 55446      | 55000        |
| Savonnières-devant-Bar | 451                      | 5,16       | 87               | 55476      | 55000        |
| Seigneulles            | 154                      | 11,70      | 13               | 55479      | 55000        |
| Trémont-sur-Saulx      | 571                      | 11,90      | 48               | 55514      | 55000        |
| Kanton Bar-le-Duc-1    | 11.981                   | 145,67     | 82               | 5502       | –            |

1. ↑   Nur der südliche Teil der Gemeinde, der Rest gehört zum Kanton Bar-le-Duc-2.

## Politik
Im 1. Wahlgang am 22. März 2015 erreichte keines der vier Wahlpaare die absolute Mehrheit. Bei der Stichwahl am 29. März 2015 gewann das Gespann Patricia Champion/Arnaud Merveille (beide UD) gegen Diana André/Arnaud Mac Farlane (beide PS) mit einem Stimmenanteil von 55,86 % (Wahlbeteiligung:47,01 %).
| Vertreter im conseil général des Départements | Vertreter im conseil général des Départements | Vertreter im conseil général des Départements |
| Amtszeit                                      | Name                                          | Partei                                        |
| --------------------------------------------- | --------------------------------------------- | --------------------------------------------- |
| 2015–2021                                     | Patricia Champion Arnaud Merveille            | UDI LR                                        |
| 2021–                                         | Benoît Dejaiffe Charline Singler              | PS DVG                                        |